# Ramlinsburg
Ramlinsburg es una comuna suiza del cantón de Basilea-Campiña, situado en el distrito de Liestal. Limita al norte con la comuna de Lausen, al este con Itingen y Zunzgen, al sur con Hölstein, y al oeste con Bubendorf.